# Повіт Цудзукі
Пові́т Цудзу́кі (яп. 綴喜郡, つづきぐん, МФА: [t͡sud͡zukʲi guɴ]) — повіт в префектурі Кіото, Японія. До складу повіту входять містечка Іде та Уджі-Тавара. Станом на 1 жовтня 2017 року його площа становила 76,28 км². Населення складало 16 735 осіб, а густота населення — 219 осіб/км².